# David Canal
Pour les articles homonymes, voir Canal.
David Canal Valero, né le 7 décembre 1978 à Barcelone, est un athlète espagnol, évoluant sur 400 m.

## Palmarès

### Jeux olympiques
- Jeux olympiques de 2004 à Athènes ( Grèce)
  - éliminé lors des séries du 200 m
  - éliminé lors des séries du 400 m

### Championnats du monde d'athlétisme
- Championnats du monde d'athlétisme de 2005 à Helsinki ( Finlande)
  - éliminé lors des séries en relais 4 × 400 m

### Championnats d'Europe d'athlétisme
- Championnats d'Europe d'athlétisme de 1998 à Budapest ( Hongrie)
  - 7e sur 400 m
- Championnats d'Europe d'athlétisme de 2002 à Munich ( Allemagne)
  -  Médaille d'argent sur 400 m

### Championnats d'Europe d'athlétisme en salle
- Championnats d'Europe d'athlétisme en salle de 2005 à Madrid ( Espagne)
  -  Médaille d'argent sur 400 m